# Max van Gelder (impresario)
Maurits (Max) van Gelder (Amsterdam, 13 april 1872 – Sobibór, 4 juni 1943) was een Nederlands impresario.

## Biografie
Van Gelder begon zijn carrière als secretaris van de impresario Willem Boesnach. Hij specialiseerde zichzelf in de vertegenwoordiging van buitenlandse artiesten.
Van 1915 tot 1922 leidde hij met Jean-Louis Pisuisse het Centraal Theater in Amsterdam. Ook de amusements-avonden van het Cabaret Artistique in het Kurhaus in Scheveningen stonden onder zijn leiding.
Van Gelder trad op 1 september 1931 te Amsterdam in het huwelijk met pianiste Nanda Aardewijn. Zij was zijn tweede echtgenote: van 1894 tot aan haar overlijden in 1929 was hij getrouwd met Louise Johanna Maria Oudenhoven. Met Aardewijn kreeg hij twee kinderen, in 1940 overleed ook zij. Van Gelder werd in 1943 in het Duitse concentratiekamp Sobibór om het leven gebracht.